# Roodt-sur-Eisch
Roodt-sur-Eisch är en ort i Luxemburg.   Den ligger i distriktet Luxemburg, i den centrala delen av landet, 13 kilometer nordväst om huvudstaden Luxemburg. Roodt-sur-Eisch ligger 282 meter över havet och antalet invånare är 215.
Terrängen runt Roodt-sur-Eisch är platt åt sydväst, men åt nordost är den kuperad.  Runt Roodt-sur-Eisch är det tätbefolkat, med 550 invånare per kvadratkilometer.. Närmaste större samhälle är Luxemburg, 12,8 kilometer sydost om Roodt-sur-Eisch. 
Trakten runt Roodt-sur-Eisch består till största delen av jordbruksmark.